# Comuna Săpoca, Buzău
Săpoca este o comună în județul Buzău, Muntenia, România, formată din satele Mătești și Săpoca (reședința).

## Așezare
Comuna se află la vărsarea râului Slănic în Buzău, în Subcarpații de Curbură. Ea este traversată de ramura nord-vestică a șoselei județene DJ203K, ce duce spre sud pe malul stâng al Buzăului spre Mărăcineni (DN2) și spre nord, pe valea Slănicului spre Vintilă Vodă, Mânzălești și Lopătari. Din această șosea se desprinde la Săpoca drumul județean DJ203L care duce către Berca.

## Demografie
Componența etnică a comunei Săpoca
     Români (93,16%)
     Alte etnii (0,68%)
     Necunoscută (6,16%)
Componența confesională a comunei Săpoca
     Ortodocși (92,89%)
     Alte religii (0,62%)
     Necunoscută (6,49%)
Conform recensământului efectuat în 2021, populația comunei Săpoca se ridică la 3.391 de locuitori, în creștere față de recensământul anterior din 2011, când fuseseră înregistrați 3.305 locuitori. Majoritatea locuitorilor sunt români (93,16%), iar pentru 6,16% nu se cunoaște apartenența etnică. Din punct de vedere confesional, majoritatea locuitorilor sunt ortodocși (92,89%), iar pentru 6,49% nu se cunoaște apartenența confesională.

## Politică și administrație
Comuna Săpoca este administrată de un primar și un consiliu local compus din 13 consilieri. Primarul, Laurențiu-Iulian Manea[*], de la Partidul Social Democrat, este în funcție din octombrie 2020. Începând cu alegerile locale din 2024, consiliul local are următoarea componență pe partide politice:
|  | Partid                          | Consilieri | Componența Consiliului | Componența Consiliului | Componența Consiliului | Componența Consiliului | Componența Consiliului | Componența Consiliului |
|  | ------------------------------- | ---------- | ---------------------- | ---------------------- | ---------------------- | ---------------------- | ---------------------- | ---------------------- |
|  | Partidul Social Democrat        | 6          |                        |                        |                        |                        |                        |                        |
|  | Partidul Național Liberal       | 6          |                        |                        |                        |                        |                        |                        |
|  | Alianța pentru Unirea Românilor | 1          |                        |                        |                        |                        |                        |                        |

## Istorie
La sfârșitul secolului al XIX-lea, comuna Săpoca nu exista, satele ce o alcătuiesc azi aparținând comunelor vecine Cernătești (satul Săpoca) și Mărăcineni (satul Mătești). Satul Săpoca avea pe atunci 560 de locuitori ce trăiau în 128 de case, în vreme ce Mătești avea 520 de locuitori în 108 case. Comuna s-a format în 1931, având în compunere inițial satele Săpoca și Valea Puțului.
Comuna a fost trecută în 1950 în compunerea raionului Buzău din regiunea Buzău și apoi (după 1952) din regiunea Ploiești. În 1968, ea a revenit, conform noii organizări administrative din România, în județul Buzău. Tot atunci, satul Valea Puțului a fost desființat și inclus în satul Săpoca, iar comunei i-a fost transferat și satul Mătești, fost la comuna Mărăcineni.

## Monumente istorice
Două obiective din comuna Săpoca sunt incluse în lista monumentelor istorice din județul Buzău ca monumente de interes local, unul ca sit arheologic și unul ca monument de arhitectură. Situl arheologic de la Săpoca („Cula Săpocii”) cuprinde o așezare și o necropolă din Epoca Bronzului aparținând culturii Monteoru (mileniile al III-lea–al II-lea î.e.n.), precum și o așezare și o necropolă din epoca migrațiilor, inclusă în cultura Cerneahov (secolele al III-lea–al IV-lea e.n.). Biserica „Sfinții Împărați” din satul Mătești, construită în 1692, este monument de arhitectură.